# Chiesa Vittskövle
La chiesa Vittskövle (in svedese: Vittskövle kyrka) è una chiesa nella municipalità di Kristianstad, Scania, in Svezia.
La chiesa venne costruita durante i XII e XIII secoli. Nel XV secolo venne aggiunta una cappella dedicata a sant'Anna sul lato nord della chiesa.

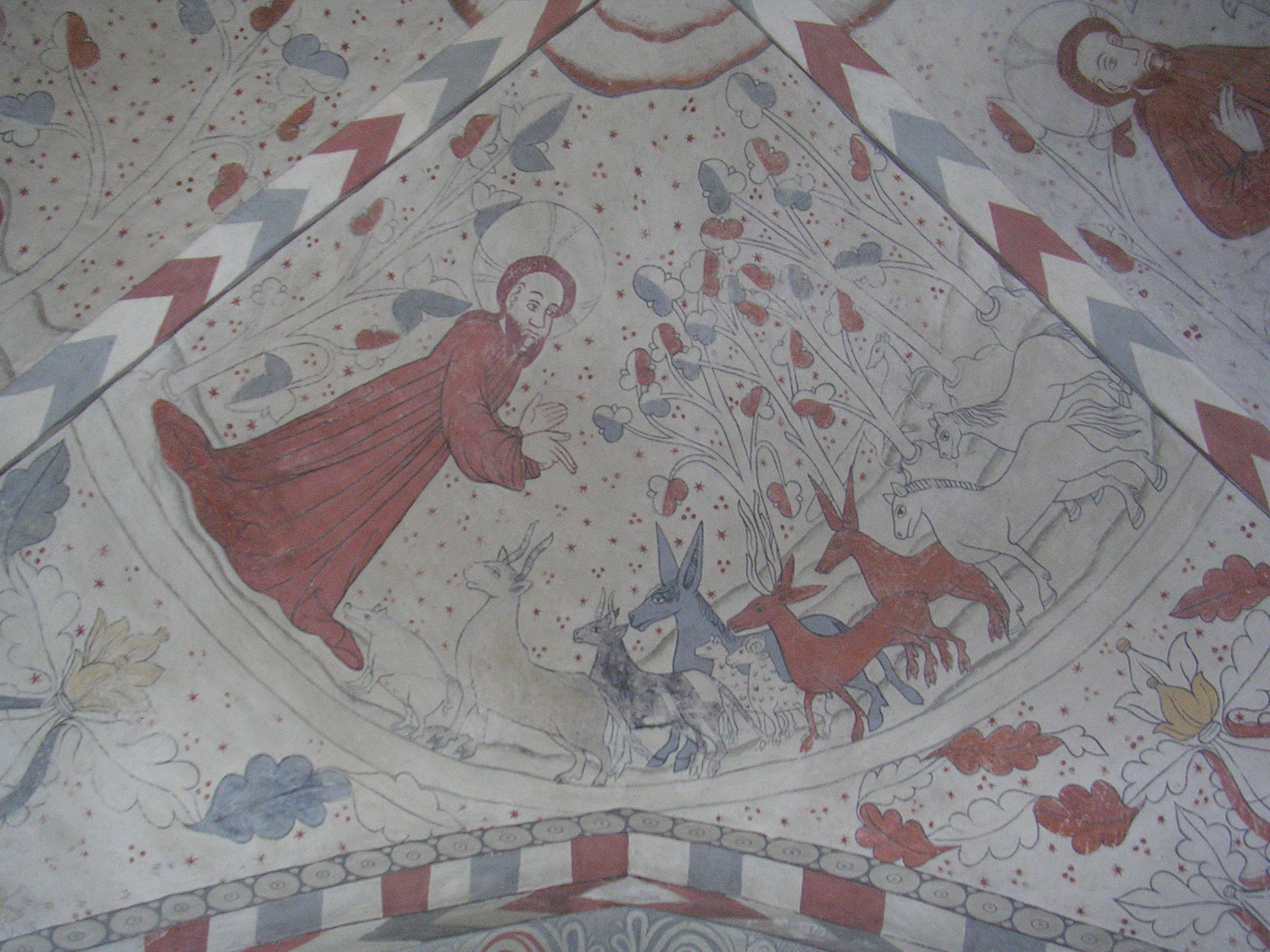
Gli affreschi che mostrano la creazione degli animali

Le volte risalgono al XV secolo e durante gli anni 1480 vennero decorate con affreschi, che furono restaurati durante il XX secolo. Gli affreschi mostrano la storia della Genesi e la leggenda di San Nicola. Nella cappella di Sant'Anna ci sono i simboli dei vangeli e le quattro sante: santa Barbara, sant'Orsola, santa Gertrude e santa Caterina.
La torre venne costruita durante il XVI secolo.
Durante il XVII secolo venne costruita una tomba di famiglia per la casata Barnekow.
Il fonte battesimale risale al medioevo.